# Iron City (Geòrgia)
Iron City és una població dels Estats Units a l'estat de Geòrgia. Segons el cens del 2000 tenia 321 habitants.

## Demografia
Segons el cens del 2000, Iron City tenia 321 habitants, 142 habitatges, i 97 famílies. La densitat de població era de 154,9 habitants/km².
Dels 142 habitatges en el 23,9% hi vivien nens de menys de 18 anys, en el 48,6% hi vivien parelles casades, en el 16,9% dones solteres, i en el 31% no eren unitats familiars. En el 28,9% dels habitatges hi vivien persones soles el 16,2% de les quals corresponia a persones de 65 anys o més que vivien soles. El nombre mitjà de persones vivint en cada habitatge era de 2,26 i el nombre mitjà de persones que vivien en cada família era de 2,74.
Per edats la població es repartia de la següent manera: 23,7% tenia menys de 18 anys, 6,9% entre 18 i 24, 24,9% entre 25 i 44, 23,7% de 45 a 60 i 20,9% 65 anys o més.
L'edat mitjana era de 41 anys. Per cada 100 dones de 18 o més anys hi havia 75 homes.
La renda mitjana per habitatge era de 25.781 $ i la renda mitjana per família de 29.250 $. Els homes tenien una renda mitjana de 22.500 $ mentre que les dones 21.786 $. La renda per capita de la població era de 12.161 $. Prop del 12,9% de les famílies i el 23,4% de la població estaven per davall del llindar de pobresa.

## Poblacions més properes
El següent diagrama mostra les poblacions més properes.